# Паневські

Варіант гербу Годземба

Паневські або Паньовські (пол. Paniewscy, Paniowscy) — шляхетський рід гербу Годземба.

## Представники
- Фелікс з Панева — львівський каштелян, дружина — Кристина, угорка, родичка короля М. Корвіна (за даними Б. Папроцького). Король затвердив посідання синами державлених батьком староств, вони неподільно керували Жидачівським, Стрийським, Долинським, Чорштинським староствами. Діти:
  - Аукт («Збожний»), дружина — Анна Олеська (Сененська), донька Пйотра Сененського з Олеська, вдова львівського хорунжого Фридерика Гербурта з Фельштина та Однова;[1] з братом Якубом — дідичі Тисмениці[2]
  - Ян (званий Янда) — староста жидачівський, стрийський, чоловік Катажини з Пілецьких гербу Сокира[3]
  - Якуб, дружина — Гербурт-Одновська, не мали дітей
  - Вацлав (4-й син); 1505 року за згодою короля викупив частину стрийських та жидачівських маєтків від братів, виплативши належну їм квоту; дружина — Бєрецька
    - Мальхер
      - Каспер

  - Єжи — жидачівський староста
    - Зофія, чоловік — Ян Сененський — каштелян галицький[4]

  - Барбара — дружина Рафала Гумніцького (бурґграфа Кракова), Станіслава Пеньонжка з Вітовиць.